# Atletica leggera ai Giochi della XXXIII Olimpiade - Lancio del giavellotto femminile
Ai Giochi della XXXIII Olimpiade la competizione del Lancio del giavellotto  femminile si è svolta nei giorni 7 e 10 agosto 2024 presso lo Stade de France di Parigi.

## Presenze ed assenze delle campionesse in carica
| Competizione         | Atleta            | Prestazione | Parigi 2024 |
| -------------------- | ----------------- | ----------- | ----------- |
| Olimpiadi 2020       | Liu Shiying       | 66,34 m     | Assente     |
| Commonwealth 2022    | Kelsey-Lee Barber | 64,34 m     | Presente    |
| Asiatici 2022        | Annu Rani         | 62,92 m     | Presente    |
| Mondiali 2023        | Haruka Kitaguchi  | 66,73 m     | Presente    |
| Europei 2024         | Victoria Hudson   | 64,62 m     | Presente    |
|                      |                   |             |             |
| Mondiali junior 2022 | Adriana Vilagoš   | 63,52 m     | Presente    |

Graduatoria mondiale
In base alla classifica della Federazione mondiale, le migliori atlete iscritte alla gara erano le seguenti:
| Pos. | Atleta           | Punti | Note |
| ---- | ---------------- | ----- | ---- |
| 1    | Haruka Kitaguchi | 1417  |      |
| 2    | Mackenzie Little | 1348  |      |
| 3    | Flor Ruíz        | 1326  |      |

## Risultati

### Qualificazioni
Qualificazione: 62,00 (Q) oppure le 12 migliori atlete (q) accedono alla finale.
Mercoledì 7 agosto, ore 10:25.
| Posizione | Gruppo | Nome                  | Nazionalità   | Lanci | Lanci | Lanci | Risultato | Note                                     |
| Posizione | Gruppo | Nome                  | Nazionalità   | 1°    | 2°    | 3°    | Risultato | Note                                     |
| --------- | ------ | --------------------- | ------------- | ----- | ----- | ----- | --------- | ---------------------------------------- |
| 1         | B      | Maria Andrejczyk      | Polonia       | 65,52 | —     | —     | 65,52 m   | Q,                                       |
| 2         | B      | Sara Kolak            | Croazia       | 54,04 | 64,57 | —     | 64,57 m   | Q,                                       |
| 3         | B      | Flor Ruiz             | Colombia      | 64,40 | —     | —     | 64,40 m   | Q                                        |
| 4         | A      | Jo-Ane van Dyk        | Sudafrica     | 64,22 | —     | —     | 64.22 m   | Q,                                       |
| 5         | B      | Elina Tzengko         | Grecia        | 52,02 | 61,09 | 63,22 | 63,22 m   | Q,                                       |
| 6         | A      | Mackenzie Little      | Australia     | 59,59 | 62,82 | —     | 62,82 m   | Q                                        |
| 7         | B      | Haruka Kitaguchi      | Giappone      | 62,58 | —     | —     | 62,58 m   | Q                                        |
| 8         | A      | Kathryn Mitchell      | Australia     | 58,71 | 62,40 | —     | 62,40 m   | Q,                                       |
| 9         | B      | Yulenmis Aguilar      | Spagna        | 61,95 | 58,35 | 59,92 | 61,95 m   | q                                        |
| 10        | B      | Marie-Therese Obst    | Norvegia      | 61,82 | n     | 55,40 | 61,82 m   | q                                        |
| 11        | A      | Nikola Ogrodníková    | Rep. Ceca     | n     | 59,12 | 61,16 | 61,16 m   | q                                        |
| 12        | B      | Momone Ueda           | Giappone      | 56,77 | 61,08 | 56,87 | 61,08 m   | q                                        |
| 13        | B      | Adriana Vilagoš       | Serbia        | 60,49 | 60,17 | 49,41 | 60,49 m   |                                          |
| 14        | B      | Petra Sičaková        | Rep. Ceca     | 60,47 | 59,68 | 59,44 | 60,47 m   |                                          |
| 14        | B      | Anete Kociņa          | Lettonia      | 56,73 | 59,46 | 60,47 | 60,47 m   |                                          |
| 16        | A      | María Lucelly Murillo | Colombia      | 60,38 | 56,28 | n     | 60,38 m   | Miglior prestazione personale stagionale |
| 17        | A      | Līna Mūze             | Lettonia      | 60,30 | n     | n     | 60,30 m   |                                          |
| 18        | A      | Christin Hussong      | Germania      | 57,00 | 56,84 | 59,99 | 59,99 m   |                                          |
| 19        | A      | Tori Peeters          | Nuova Zelanda | 54,81 | 56,60 | 59,78 | 59,78 m   |                                          |
| 20        | A      | Victoria Hudson       | Austria       | 59,69 | n     | n     | 59,69 m   |                                          |
| 21        | A      | Marina Saito          | Giappone      | 59,42 | n     | 57,66 | 59,42 m   |                                          |
| 22        | B      | Lü Huihui             | Cina          | 58,52 | 55,38 | 59,37 | 59,37 m   |                                          |
| 23        | A      | Dai Qianqian          | Cina          | 55,56 | 56,18 | 59,33 | 59,33 m   |                                          |
| 24        | A      | Maggie Malone-Hardin  | Stati Uniti   | 58,76 | 56,82 | 58,12 | 58,76 m   |                                          |
| 25        | B      | Liveta Jasiūnaitė     | Lituania      | 58,35 | n     | n     | 58,35 m   |                                          |
| 26        | B      | Kelsey-Lee Barber     | Australia     | 56,32 | 57,73 | 56,56 | 57,73 m   | Miglior prestazione personale stagionale |
| 27        | A      | Rhema Otabor          | Bahamas       | n     | 54,76 | 57,67 | 57,67 m   |                                          |
| 28        | A      | Jucilene de Lima      | Brasile       | n     | n     | 57,56 | 57,56 m   |                                          |
| 29        | A      | Annu Rani             | India         | 55,81 | 53,22 | 53,55 | 55,81 m   |                                          |
| 30        | B      | Anni-Linnea Alanen    | Finlandia     | 55,30 | 54,43 | n     | 55,30 m   |                                          |
| 30        | B      | Eda Tuğsuz            | Turchia       | 51,33 | n     | 55,30 | 55,30 m   |                                          |
| 32        | A      | Dilhani Lekamge       | Sri Lanka     | 53,66 | n     | 53,24 | 53,66 m   |                                          |

### Finale
| Record mondiale      | Barbora Spotakova   | 72,28 m | Stoccarda | 13 settembre 2008 |
| Record olimpico      | Olisdeilys Menendez | 71,53 m | Atene     | 27 agosto 2004    |
| Capolista stagionale | Flor Ruíz           | 66,70 m | Cuiaba    | 12 maggio 2024    |

Sabato 10 agosto 2024, ore 19:30.
| Pos.    | Atleta             | Nazione   | Lanci | Lanci | Lanci | Lanci           | Lanci           | Lanci           | Miglior Misura | Note                                     |
| Pos.    | Atleta             | Nazione   | 1°    | 2°    | 3°    | 4°              | 5°              | 6°              | Miglior Misura | Note                                     |
| ------- | ------------------ | --------- | ----- | ----- | ----- | --------------- | --------------- | --------------- | -------------- | ---------------------------------------- |
| Oro     | Haruka Kitaguchi   | Giappone  | 65,80 | 62,39 | n     | 61,68           | 64,73           | n               | 65,80 m        | Miglior prestazione personale stagionale |
| Argento | Jo-Ane van Dyk     | Sudafrica | 59,72 | 61,72 | 63,93 | n               | 62,07           | 57,07           | 63,93 m        |                                          |
| Bronzo  | Nikola Ogrodnikova | Rep. Ceca | 58,13 | n     | 63,68 | 58,34           | 61,45           | 58,04           | 63,68 m        | Miglior prestazione personale stagionale |
| 4       | Sara Kolak         | Croazia   | 57,86 | 58,82 | 63,40 | 58,43           | 62,31           | 63,03           | 63,40 m        |                                          |
| 5       | Flor Ruíz          | Colombia  | 60,49 | 63,00 | 62,41 | 61,68           | 60,14           | 61,35           | 63,00 m        |                                          |
| 6       | Yulenmis Aguilar   | Spagna    | 62,78 | n     | 60,17 | –               | 61,58           | n               | 62,78 m        |                                          |
| 7       | Kathryn Mitchell   | Australia | 62,63 | 59,57 | 60,31 | 62,16           | n               | n               | 62,63 m        | Miglior prestazione personale stagionale |
| 8       | Maria Andrejczyk   | Polonia   | 62,44 | 60,52 | n     | n               | n               | 57,74           | 62,44 m        |                                          |
| 9       | Elina Tzengko      | Grecia    | 61,85 | n     | 57,90 | Non qualificati | Non qualificati | Non qualificati | 61,85 m        |                                          |
| 10      | Momone Ueda        | Giappone  | 59,57 | 61,64 | 59,79 | Non qualificati | Non qualificati | Non qualificati | 61,64 m        | Miglior prestazione personale stagionale |
| 11      | Marie-Therese Obst | Norvegia  | 61,14 | 60,57 | 58,78 | Non qualificati | Non qualificati | Non qualificati | 61,14 m        |                                          |
| 12      | Mackenzie Little   | Australia | 60,32 | 56,94 | 59,41 | Non qualificati | Non qualificati | Non qualificati | 60,32 m        |                                          |